# Bilyky (Poltawa)
Bilyky (ukrainisch Білики; russisch Белики Beliki) ist eine Siedlung städtischen Typs im Süden der ukrainischen Oblast Poltawa mit etwa 5100 Einwohnern (2014).

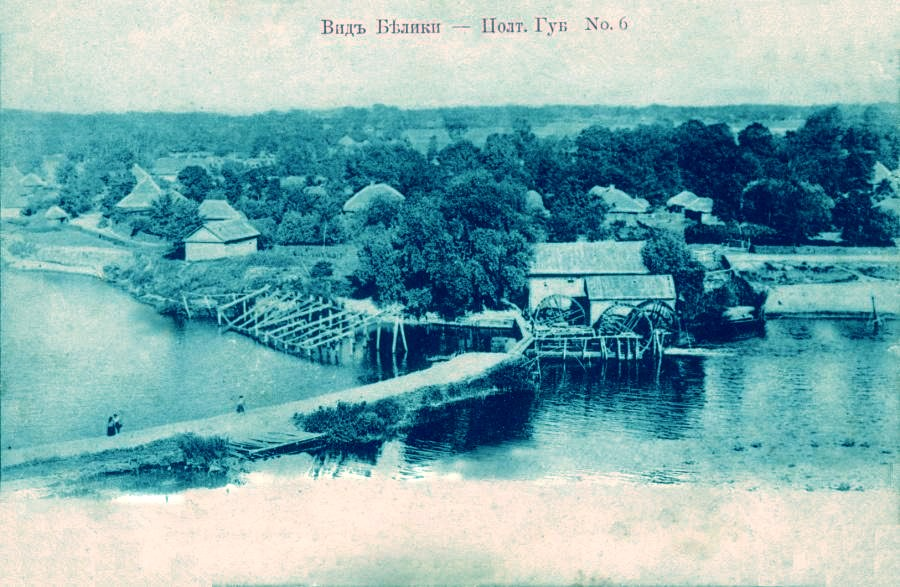
Die Worskla nahe Bilyky im 19. Jahrhundert

Die Ortschaft wurde zwischen 1600 und 1635 gegründet und besitzt seit 1957 den Status einer Siedlung städtischen Typs.

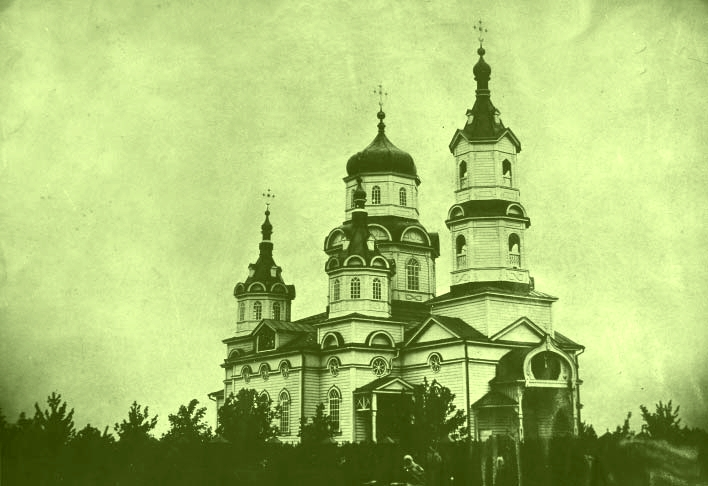
Kirche St. Nikolaus Mirlikijsky. Foto des frühen 20. Jahrhunderts.

## Geographie
Die Siedlung liegt am Ufer der Worskla und an der Bahnstrecke Borschtschi–Charkiw 33 km nördlich vom ehemaligen Rajonzentrum Kobeljaky und 54 km südwestlich vom Oblastzentrum Poltawa.

## Verwaltungsgliederung
Am 12. Juni 2020 wurde die Siedlung zum Zentrum der neugegründeten Siedlungsgemeinde Bilyky (Білицька селищна громада/Bilyzka selyschtschna hromada). Zu dieser zählen auch die 26 in der untenstehenden Tabelle aufgelisteten Dörfer, bis dahin bildete sie die gleichnamige Siedlungsratsgemeinde Bilyky (Білицька селищна рада/Bilyzka selyschtschna rada) im Norden des Rajons Kobeljaky.
Am 17. Juli 2020 kam es im Zuge einer großen Rajonsreform zum Anschluss des Rajonsgebietes an den Rajon Poltawa.
Folgende Orte sind neben dem Hauptort Kobeljaky Teil der Gemeinde:
| Name                     | Name           | Name                                                                     |
| ukrainisch transkribiert | ukrainisch     | russisch                                                                 |
| ------------------------ | -------------- | ------------------------------------------------------------------------ |
| Bereschniwka             | Бережнівка     | Бережновка (Bereschnowka)                                                |
| Bilokoniwka              | Білоконівка    | Белоконовка (Belokonowka)                                                |
| Bohdaniwka               | Богданівка     | Богдановка (Bogdanowka)                                                  |
| Butenky                  | Бутенки        | Бутенки (Butenki)                                                        |
| Dryschyna Hreblja        | Дрижина Гребля | Дрижина Гребля (Drischina Greblja)                                       |
| Kolodjaschne             | Колодяжне      | Колодяжно (Kolodjaschno)                                                 |
| Komariwka                | Комарівка      | Комаровка (Komarowka)                                                    |
| Kustolowi Kuschtschi     | Кустолові Кущі | Кустоловы Кущи (Kustolowy Kuschtschi)                                    |
| Markiwka                 | Марківка       | Марковка (Markowka)                                                      |
| Myrne                    | Мирне          | Мирное (Mirnoje)                                                         |
| Prohres                  | Прогрес        | Прогресс (Progress)                                                      |
| Rubany                   | Рубани         | Рубаны                                                                   |
| Schapky                  | Шапки          | Шапки (Schapki)                                                          |
| Schuky                   | Жуки           | Жуки (Schuki)                                                            |
| Schyrky                  | Жирки          | Жирки (Schirki)                                                          |
| Selene                   | Зелене         | Зеленое (Selenoje)                                                       |
| Slawniwka                | Славнівка      | Славновка (Slawnowka)                                                    |
| Stepowe                  | Степове        | Степовое (Stepowoje)                                                     |
| Switschkarewe            | Свічкареве     | Свечкарево (Swetschkarewo)                                               |
| Trojany                  | Трояни         | Трояны                                                                   |
| Tscherwone               | Червоне        | Червоное (Tscherwonoje)                                                  |
| Tscherwoni Kwity         | Червоні Квіти  | Червоные Квиты (Tscherwonyje Kwity), Червоные Цветы (Tscherwonyje Zwety) |
| Tschorbiwka              | Чорбівка       | Чорбовка (Tschorbowka)                                                   |
| Tschumaky                | Чумаки         | Чумаки (Tschumaki)                                                       |
| Witrowa Balka            | Вітрова Балка  | Ветрова Балка (Wetrowa Balka)                                            |
| Wyschnewe                | Вишневе        | Вишнёвое (Wischnjowoje)                                                  |